# Carlo Rivolta (attore)
Carlo Rivolta (Lodi, 14 aprile 1943 – Lodi, 21 giugno 2008) è stato un attore e regista italiano di teatro.
Nato a Lodi dove ha frequentato le scuole elementari, medie e il liceo classico, si iscrive alla Facoltà di Medicina. È proprio il fervore culturale universitario vissuto nel Sessantotto ad avvicinarlo alla recitazione. Presto si trasferisce alla Facoltà di Lettere, senza tuttavia conseguire la laurea.
Dal 1973 al 1981 ha diretto il Teatro Fraschini di Pavia
È stato inoltre direttore del Teatro alle Vigne, massimo teatro lodigiano, dalla sua inaugurazione avvenuta il 15 aprile 1985 fino al 1989.

## La polemica con Dell'Utri
Il 13 dicembre 2004, due giorni dopo la condanna di Marcello Dell'Utri a nove anni di reclusione con l'accusa di concorso esterno in associazione mafiosa, Carlo Rivolta avrebbe dovuto recitare l'Apologia di Socrate al Teatro Valle di Roma. L'attore, pochi istanti prima di andare in scena, si è rifiutato di recitare, sentendosi strumentalizzato politicamente in quanto il senatore del Popolo della Libertà, committente della rappresentazione, prima dell'inizio spettacolo aveva fatto una dichiarazione al pubblico in merito alla condanna a lui inflitta.
Nonostante le proteste di Marcello Dell'Utri e del pubblico presente, l'attore lodigiano ha abbandonato la scena lasciando ai giornalisti le seguenti dichiarazioni:

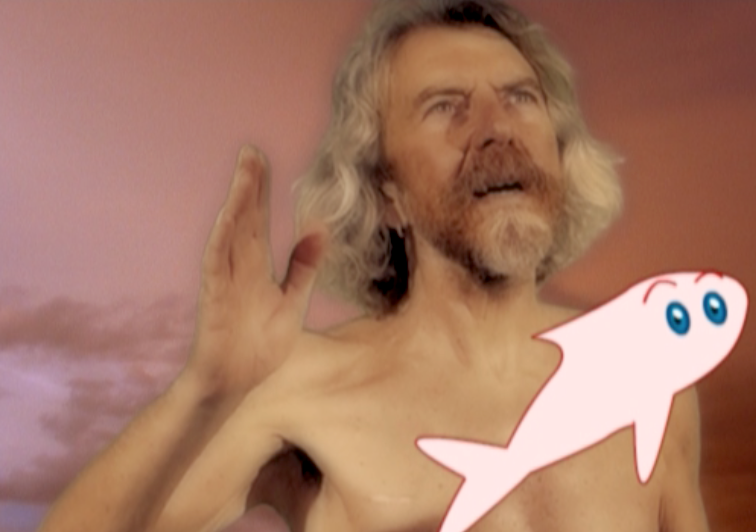
Carlo Rivolta nei panni di Socrate nel film di animazione Socrate e la Nuvola rosa

## Socrate e la Nuvola rosa
Il 10 giugno 2008, Carlo Rivolta ha terminato le riprese del film corto misto ad animazioni Socrate e la Nuvola rosa, regia di Andrea Lucisano, girato negli studi di Cinecittà di Roma, in cui il Daimon è raffigurato come una nuvola rosa, sempre vicina a Socrate.

## Filmografia
- AleX
- Mozart
- Socrate e la Nuvola rosa

## Teatrografia parziale
- Dialoghi platonici:
  - Apologia di Socrate (più di 2000 repliche dal 1985 ad oggi);
  - Simposio;
  - Critone;
  - Fedone.
- Dalla Bibbia:
  - Qoelet;
  - Fino a quando? (dai Salmi dell'Esilio);
  - Giona;
  - Cantico dei cantici;
  - Giobbe.